# (4766) Malin
Pour les articles homonymes, voir Malin.
(4766) Malin est un astéroïde de la ceinture principale.

## Description
(4766) Malin est un astéroïde de la ceinture principale. Il fut découvert le 28 mars 1987 à l'Observatoire Palomar par Eleanor Francis Helin. Il présente une orbite caractérisée par un demi-grand axe de 2,59 UA, une excentricité de 0,14 et une inclinaison de 14,2° par rapport à l'écliptique.

## Compléments